# Филарет (Харламов)
Епископ Филаре́т (в миру Феоду́л Евгра́фович Харла́мов) (5 апреля 1890, деревня Караваево, Городецкий район Нижегородской области — 1942, Томская область) — епископ Семипалатинско-Свердловский и всея Сибири Русской древлеправославной церкви.
Родился в крестьянской старообрядческой семье. В 1904 году ушёл в Малиновский древлеправославный мужской монастырь, находившийся в 22 км от Нижнего Новгорода, где прожил 15 лет. Был пострижен в монашество. После закрытия монастыря в 1919 году поселился в городе Семёнове, где жил при старообрядческом храме в честь святителя Николы. С 1924 года — священноинок Древлеправославной церкви (рукоположён архиепископом Николой (Поздневым)), был назначен настоятелем церкви деревни Ивановской, в том же году участвовал в Мироварении в Москве. С 1929 года служил в Свердловске.
Зимой 1930 года был рукоположён епископами Стефаном (Расторгуевым) и Пансофием (Ивлиевым) во епископа Свердловского. Хиротония состоялась в Бугуруслане, где жил епископ Стефан. После хиротонии епископ Филарет был арестован органами ОГПУ в Бугуруслане, и с 17 февраля по 4 марта 1930 года находился в заключении. С августа 1930 года — епископ Семипалатинско-Свердловский и всея Сибири. Участвовал в хиротонии епископа Феодора (Шашина).
10 мая 1935 года был арестован (поводом для ареста стало изъятие у епископа при обыске 25 рублей серебряными и никелевыми монетами). 31 августа 1935 года Особым совещанием при НКВД СССР приговорён к трём годам лишения свободы. После окончания этого срока заключения не был выпущен на свободу, и скончался в Сиблаге НКВД в 1942 году.